# Liptovská Porúbka
Liptovská Porúbka (węg. Kisporuba) – wieś (obec) na Słowacji położona w kraju żylińskim, w powiecie Liptowski Mikułasz. Leży nad Wagiem w krainie historycznej Liptów. Pierwsze wzmianki o wsi pochodzą z 1379 roku.